# Sphyracephala hearseiana
Sphyracephala hearseiana är en tvåvingeart som först beskrevs av John Obadiah Westwood 1844.  Sphyracephala hearseiana ingår i släktet Sphyracephala och familjen Diopsidae. Inga underarter finns listade i Catalogue of Life.